# Podtajnik Italijanske republike
Podtajnik Italijanske republike (it. sottosegretario di Stato [sòtosegretàrio di stàto]) je pomočnik ministra. V italijanski politiki je minister opredeljen kot državni tajnik, zato je njegov najbližji sodelavec podtajnik. Status podtajnika izhaja iz prejšnje, monarhične, ureditve in ga republiška ustava sploh ni predvidela. Kljub temu je funkcija ostala v navadi do današnjih dni. Pravni položaj državnega podtajnika in njegovi odnosi do vlade so bili urejeni z zakonom iz leta 1988. 
Podtajnike imenuje republiški predsednik na predlog ministrskega predsednika. Naloge posameznih podtajnikov mora zadevno ministrstvo vnaprej določiti in objaviti v Uradnem listu.
Podtajniki so predstavniki vlade na zasedanjih obeh zbornic parlamenta, kjer lahko intervenirajo, debatirajo in odgovarjajo na interpelacije v zvezi z njihovim mandatom. Če jih ministrski predsednik povabi, prisostvujejo tudi zasedanjem ministrskega sveta, kjer poročajo o problemih, ki se tičejo njihovega mandata, vendar nimajo volilne pravice. Brez tega izrecnega povabila se podtajniki ne udeležujejo sej ministrskega sveta, razen enega samega od njih, ki mu je bila v mandatu predvidena naloga zapisnikarja.